# Karol Weissberg
Karol Weissberg (Temesvár, 1909. február 5. – Bytom, 1974. október 2.) lengyel jégkorongozó.
A lengyel válogatott tagjaként játszott az 1930-as jégkorong-világbajnokságon. A csapat az 5. helyen végzett. Ez a jégkorong-világbajnokság Európa-bajnokságnak is számított és 4. lettek. Három mérkőzésen játszott. Nem lőtt gólt.